# Karabinek Sub-9
Karabinek Kel-Tec Sub-9 – składany karabinek samopowtarzalny opracowany przez firmę Kel-Tec CNC Industries Inc.
Karabinek w dużej mierze wykonano z tworzyw sztucznych i duraluminium. Stalowe są tylko lufa, komora zamkowa i składana kolba. Ważną cechą karabinka jest możliwość jego złożenia, po złożeniu jego długość wynosi zaledwie 404 mm. Ponadto broń posiada możliwość zastosowania dwurzędowych magazynków od większości pistoletów.